# Langley állomás
Langley állomás Langley község vasútállomása Berkshire megyében, Angliában. Az állomás a Great Western fővonalon helyezkedik el Paddingtontól 26 kilométerre, Slough és Iver állomások között. Az állomást a TfL Rail üzemelteti.
A vasútállomást a Great Western Railway vonatai szolgálják ki. A Crossrail teljes megnyitása után az Elizabeth vonalnak is lesz itt megállója, a forgalom elindulásával egy időben az MTR Crossrail fogja átvenni az állomás üzemeltetését.
A Network Rail Readinget a Heathrow-i repülőtérrel összekötő vasútvonal tervében az új pálya Langley állomásától keletre ágazna ki a Great Western fővonalból, és csatlakozna a repülőtér meglévő alagútjába a Terminal 5 állomásnál.

## Története
Langleyben 1845-ben létesített megállót a Great Western Railway, amit 1878-ban egy felvételi épülettel egészítettek ki.
1883. március 1-jétől a District Railway (a District line elődje) is kiszolgálta az állomást, azonban a metróvonal ennek a szakaszának gazdaságtalansága miatt a metrót 1885. szeptember 30-án Ealing Broadwayig rövidítették vissza.
1937. március 1-jén egy személyvonat egy tehervonattal ütközött az állomáson, melyben egy ember meghalt, hatan pedig megsérültek.

## Forgalom
Az állomásról félóránként indulnak a Great Western Railway vonatai Paddington, valamint Reading és Oxford irányába.
| Előző állomás             |                     | Crossrail                   |  | Következő állomás                     |
| ------------------------- | ------------------- | --------------------------- |  | ------------------------------------- |
| Slough                    |                     | TfL Rail Paddington–Reading |  | Iver                                  |
|                           | Jövőbeli fejlesztés |                             |  |                                       |
| Előző állomás             |                     | Crossrail                   |  | Következő állomás                     |
| Sloughtovább Reading felé |                     | Crossrail Elizabeth line    |  | Ivertovább Abbey Wood felé            |
|                           | Egykori forgalom    |                             |  |                                       |
| Előző állomás             |                     | londoni metróhálózat        |  | Következő állomás                     |
| Sloughtovább Windsor felé |                     | District line               |  | West Draytontovább Mansion House felé |

## Fordítás
- Ez a szócikk részben vagy egészben  a   Langley railway station című angol Wikipédia-szócikk fordításán alapul.  Az eredeti cikk szerkesztőit annak laptörténete sorolja fel. Ez a jelzés csupán a megfogalmazás eredetét és a szerzői jogokat jelzi, nem szolgál a cikkben szereplő információk forrásmegjelöléseként.